# Danijel Subotić
Danijel Subotić, né le 31 janvier 1989 à Zagreb, à l'époque en Yougoslavie, est un footballeur suisse qui évolue au poste d'attaquant au Grasshopper Zurich. Bien qu'étant né dans une ville aujourd'hui en Croatie, il dispose de la double nationalité suisse et bosnienne.

## Biographie
Danijel Subotić est formé au FC Bâle, dans son pays adoptif, la Suisse. Entre 2007 et 2008, il dispute six rencontres avec l'équipe suisse des moins de 19 ans. Le 7 janvier 2008, il signe son premier contrat professionnel au Portsmouth FC, en Premier League. Il ne joue aucun match en équipe première et en août, il est prêté pour un an au SV Zulte Waregem, un club belge partenaire des Anglais. Il dispute son premier match en Jupiler Pro League le 16 août 2008 face au KSC Lokeren. Il joue au total quatorze rencontres en championnat et deux en Coupe de Belgique, pour un seul but inscrit, lors d'un déplacement au Standard de Liège. À la fin du mois de janvier 2009, il est rappelé par son employeur et quitte donc la Belgique.
De retour à Portsmouth, Danijel Subotić ne reçoit jamais sa chance. Après un an et demi sans jouer de match officiel, il part au début du mois d'août 2010 en Italie passer un test à l'US Grosseto FC, un club de Serie B. Deux semaines plus tard, il est libéré par Portsmouth et peut s'engager en Italie. Il ne parvient pas à s'imposer dans le championnat italien et ne joue que quatre rencontres de Serie B. Le 2 janvier 2011, son contrat est résilié à l'amiable et il se retrouve libre.
Le 25 février 2011, Danijel Subotić s'engage pour six mois au club roumain de l'Universitatea Craiova. Il y trouve enfin une place de titulaire et joue seize rencontres jusqu'à la fin de la saison, inscrivant cinq buts. En fin de saison et de contrat, il quitte le club et rejoint le FCM Târgu Mureș, toujours en Roumanie. Il dispute quatorze rencontres durant la saison, inscrivant deux buts. Le 5 juillet 2012, il quitte le club et signe un contrat au Volyn Lutsk, en première division ukrainienne.
Le 11 septembre 2018, libre de tout contrat depuis son départ du Shakhtyor Karagandy, il s'engage avec le Dinamo Bucarest. Le 25 octobre 2018, il résilie son contrat.

## Statistiques
| Saison                | Club                     | Championnat           | Championnat | Championnat | Coupe(s) nationale(s) | Coupe(s) nationale(s) | Total | Total |
| Saison                | Club                     | Division              | M.          | B.          | M.                    | B.                    | M.    | B.    |
| 2007-2008             | Portsmouth FC            | Premier League        | 0           | 0           | 0                     | 0                     | 0     | 0     |
| 2008-2009             | Portsmouth FC            | Premier League        | 0           | 0           | 0                     | 0                     | 0     | 0     |
| 2008-2009             | SV Zulte Waregem         | Jupiler Pro League    | 14          | 1           | 2                     | 0                     | 16    | 1     |
| 2009-2010             | Portsmouth FC            | Premier League        | 0           | 0           | 0                     | 0                     | 0     | 0     |
| 2010-2011             | US Grosseto FC           | Serie B               | 4           | 0           | 0                     | 0                     | 4     | 0     |
| 2010-2011             | FC Universitatea Craiova | Liga I                | 15          | 5           | -                     | -                     | 15    | 5     |
| 2011-2012             | FCM Târgu Mureș          | Liga I                | 14          | 2           | -                     | -                     | 14    | 2     |
| 2012-2013             | Volyn Lutsk              | Premier-Liga          | 23          | 4           | 2                     | 1                     | 25    | 5     |
| 2013-2014             | FK Qabala                | Premyer Liqası        | 29          | 12          | 6                     | 1                     | 35    | 13    |
| Total sur la carrière | Total sur la carrière    | Total sur la carrière | 99          | 24          | 10                    | 2                     | 109   | 26    |

## Palmarès
- Championnat de Moldavie : 2016 et  2017